# Jo Johnson
Lord Joseph Edmund Johnson, Barone Johnson di Marylebone, (Londra, 23 dicembre 1971) è un politico britannico, deputato per il Partito conservatore della Camera dei Comuni per il collegio di Orpington dal 2010 al 2019 e membro della Camera dei Lord dal 2020.

## Biografia
Quarto e ultimo figlio del politico Stanley Johnson (nipote di Ali Kemal) e dell'artista Charlotte Wahl. Fratello di Boris e Rachel, nel 2019 è stato Ministro dell'istruzione nel governo guidato da suo fratello, un breve incarico tenuto dal 24 luglio al 5 settembre, quando ha rassegnato le proprie dimissioni, manifestando disaccordo con le politiche del primo ministro.
Alle elezioni del 2019 non si ricandida e cessa di essere parte della Camera dei Comuni. Il 31 luglio 2020 viene nominato membro della Camera dei Lord dalla regina Elisabetta II, su indicazione del governo di suo fratello, assumendo la carica di Barone di Marylebone.